# Discocyrtus pertenuis
Discocyrtus pertenuis is een hooiwagen uit de familie Gonyleptidae.